# ジョイア駅
ジョイア駅 (Gioia) は、ミラノ地下鉄のLinea 2の駅である。駅は1971年に開業した。
駅はミラノのコムーネ内のマルキオッレ・ジョイア通りからピレッリ通りが分岐する点に位置する。
さらにチェントロ・ディレツィオナーレ・ディ・ミラノの最寄り駅となっている。
地下駅でミラノ地下鉄の市内に含まれる。

## 施設
駅に有る施設:
- 身体障害者の移動
- エレベーター
- エスカレーター